# Jeison Murillo
Jeison Fabián Murillo Cerón (* 27. Mai 1992 in Barranquilla) ist ein kolumbianischer Fußballspieler. Der Innenverteidiger und 32-malige A-Nationalspieler steht beim al-Shamal SC unter Vertrag.

## Karriere

### Vereine
Murillo rückte bei Deportivo Cali 2009 von der Jugend auf. Von Januar bis Juni 2010 spielte er beim Dépor Aguablanca FC, anschließend wechselte er zum spanischen Erstligisten FC Granada. Dort spielte er ein Jahr für die B-Mannschaft und wurde in der Saison 2011/12 an den drittklassigen FC Cádiz verliehen, für den er in 21 Einsätzen drei Tore erzielte. In der Saison 2012/13 spielte Murillo auf Leihbasis beim Zweitligisten UD Las Palmas und verpasste mit dem Verein nach verlorenen Playoffs den Aufstieg nur knapp.
Nach seiner Rückkehr zu Granada kam Murillo am 18. August 2013 beim 2:1-Sieg gegen CA Osasuna erstmals in der Primera División zum Einsatz. Sein erstes Tor erzielte er am 10. Januar 2014 zur 1:0-Führung beim 4:0-Sieg im Heimspiel gegen Real Valladolid.
Zur Saison 2015/16 wechselte Murillo zu Inter Mailand in die italienische Serie A. Er unterschrieb einen Vertrag mit einer Laufzeit bis zum 30. Juni 2020.
Zur Spielzeit 2017/18 wurde Murillo für zwei Jahre mit anschließender Kaufpflicht an den FC Valencia verliehen. In seiner ersten Spielzeit kam er auf 17 Ligaeinsätze. Im August 2018 zog der FC Valencia die Kaufoption in Höhe von zwölf Millionen Euro und stattete Murillo mit einem Vertrag bis zum 30. Juni 2022 samt einer Ausstiegsklausel in Höhe von 80 Millionen Euro aus. In der ersten Hälfte der Saison 2018/19 kam er nur zu einem Ligaeinsatz. Zum 1. Januar 2019 wechselte Murillo bis zum Saisonende auf Leihbasis zum FC Barcelona, bei dem die Innenverteidiger Samuel Umtiti und Thomas Vermaelen länger verletzt ausfielen. Anschließend hatte der FC Barcelona eine Kaufoption in Höhe von 25 Millionen Euro. Nachdem Murillo von Ernesto Valverde zweimal in der Liga eingesetzt worden war, verließ er den Verein mit seinem Vertragsende.
Zur Saison 2019/20 wechselte Murillo in die italienische Serie A zu Sampdoria Genua. Offiziell wurde er zunächst für ein Jahr ausgeliehen, nach dem Sampdoria verpflichtet ist, seine Transferrechte zu erwerben. Murillo unterschrieb einen Vertrag mit einer Laufzeit bis zum 30. Juni 2023. Im Januar 2020 wurde er bis Saisonende an Celta Vigo verliehen, wo er auch direkt in der Innenverteidigung gesetzt war. Zwei Monate nach seiner Rückkehr zu Sampdoria folgte eine weitere Leihe an die Spanier, dieses Mal für ein Jahr.
Zur Saison 2022/23 kehrte der Kolumbianer nach Genua zurück. Im Sommer 2023 wechselte er zu al-Shamal SC nach Katar.

### Nationalmannschaft
Murillo nahm mit der kolumbianischen U17-Nationalmannschaft im Herbst 2009 an der U17-Weltmeisterschaft in Nigeria teil. Er kam in sechs Spielen zum Einsatz und erzielte beim 3:2-Sieg im Achtelfinale gegen Argentinien das Tor zum 1:2-Anschlusstreffer. Nachdem man im Halbfinale der Schweiz mit 0:4 unterlag, belegte das Team nach einer 0:1-Niederlage gegen Spanien den vierten Platz.
Im Sommer 2011 spielte Murillo mit der U20-Nationalmannschaft bei der U20-Weltmeisterschaft im eigenen Land, bei der er mit der Mannschaft im Viertelfinale an Mexiko scheiterte. Murillo kam im Laufe des Turniers zu vier Einsätzen.
Am 10. Oktober 2014 debütierte Murillo beim 3:0-Sieg im Freundschaftsspiel gegen El Salvador in der A-Nationalmannschaft. Im Juni 2015 nahm er mit der Mannschaft an der Copa América in Chile teil. Dort kam er zu vier Einsätzen und unterlag im Viertelfinale den Argentiniern im Elfmeterschießen. Anschließend wurde er als bester junger Spieler ausgezeichnet und in die Mannschaft des Turniers aufgenommen. Für die Copa América Centenario 2016 in den Vereinigten Staaten wurde Murillo erneut in den kolumbianischen Kader berufen. Im Turnier kam er in fünf Spielen seiner Mannschaft zum Einsatz, die im Halbfinale mit 0:2 an Chile scheiterte und anschließend das Spiel um Platz 3 mit 1:0 gegen den Gastgeber gewann.

## Erfolge
FC Barcelona
- Spanischer Meister: 2019

Nationalmannschaft
- Dritter Platz bei der Copa América: 2016